# Frigg Oslo FK
Frigg Oslo Fotballklubb – norweski klub piłkarski grający w 2. divisjon, mający siedzibę w mieście Oslo.

## Historia
Klub został założony 17 maja 1904 jako SK Frigg. Jego nazwę wzięto od Frigg, bogini nordyckiej. W 1914 klub osiągnął pierwszy sukces, gdy zdobył Puchar Norwegii. W finale pokonał wówczas FK Gjøvik-Lyn 4:2. W 1916 ponownie wystąpił w finale i tym razem wygrał 2:0 z zespołem Ørn FK. W 1921 Frigg zdobył puchar kraju po raz trzeci. W finale pokonał zespół Odd 2:0. W 1937 klub po raz pierwszy awansował do pierwszej ligi norweskiej. W najwyższej klasie rozgrywkowej spędził 16 sezonów. Po raz ostatni grał w niej w 1973 (stan na marzec 2016). 21 kwietnia 1954 klub połączył się z SK Varg, a w 1990 przyjął swoją obecną nazwę Frigg FK. W sezonie 1966/1967 klub po raz pierwszy wystąpił w europejskich pucharach. W rozgrywkach Pucharu Miast Targowych przegrał dwukrotnie 1:3 w 1/32 finału ze szkockim Dunfermline Athletic.

## Sukcesy
- Puchar Norwegii:
  - zdobywca (3): 1914, 1916, 1921
  - finalista (3): 1919, 1920, 1965

## Historia występów w pierwszej lidze
| Sezon     | Pozycja                  | M  | Pkt. | Z  | R  | P  | GZ | GS |
| --------- | ------------------------ | -- | ---- | -- | -- | -- | -- | -- |
| 1937/1938 | 5. (Dystrykt II)         | 12 | 9    | 3  | 3  | 6  | 16 | 23 |
| 1938/1939 | 2. (Dystrykt II)         | 12 | 12   | 4  | 4  | 4  | 25 | 22 |
| 1939/1940 | 2. (Dystrykt II)         | 8  | 10   | 4  | 2  | 2  | 25 | 17 |
| 1947/1948 | 2. (Dystrykt II, spadek) | 12 | 11   | 5  | 1  | 6  | 21 | 15 |
| 1955/1956 | 5. (Grupa B)             | 14 | 12   | 6  | 0  | 8  | 27 | 37 |
| 1956/1957 | 6. (Grupa B)             | 14 | 12   | 5  | 2  | 7  | 25 | 26 |
| 1957/1958 | 7. (Grupa B, spadek)     | 14 | 6    | 3  | 0  | 11 | 20 | 38 |
| 1961/1962 | 4.                       | 30 | 40   | 15 | 10 | 5  | 59 | 43 |
| 1963      | 5.                       | 18 | 18   | 6  | 6  | 6  | 31 | 40 |
| 1964      | 4.                       | 18 | 20   | 6  | 8  | 4  | 28 | 29 |
| 1965      | 8.                       | 18 | 15   | 5  | 5  | 8  | 22 | 30 |
| 1966      | 4.                       | 18 | 20   | 8  | 4  | 6  | 21 | 15 |
| 1967      | 4.                       | 18 | 20   | 8  | 4  | 6  | 22 | 22 |
| 1968      | 9. (spadek)              | 18 | 11   | 3  | 5  | 10 | 15 | 37 |
| 1971      | 10. (spadek)             | 18 | 9    | 4  | 1  | 13 | 16 | 55 |
| 1973      | 10. (spadek)             | 22 | 18   | 5  | 8  | 9  | 21 | 27 |

## Europejskie puchary
| Sezon   | Rozgrywki              | Runda | Przeciwnik           | Dom | Wyjazd | Ogólnie |
| ------- | ---------------------- | ----- | -------------------- | --- | ------ | ------- |
| 1966/67 | Puchar Miast Targowych | 1R    | Dunfermline Athletic | 1–3 | 1–3    | 2–6     |

## Stadion
Domowe mecze klub rozgrywa na stadionie o nazwie Frogner stadion w Oslo, który może pomieścić 4200 widzów.

## Reprezentanci kraju grający w klubie
Stan na marzec 2016.
| - Pål Angell-Hansen - Knut Andersen - Trygve Arnesen - Tore Børrehaug - Vidar Davidsen - Wilhelm Eliassen - Arne Erlandsen - Håkon Gundersen - Erik Hagen - Harald Hennum - Kristian Henriksen - Jan Anders Hovdan | - Kåre Ingebrigtsen - Steinar Johannessen - Egil Johansen - Arne Kotte - André Krogsæter - Egil Roger Olsen - Per Pettersen - Bent Skammelsrud - Anders Svela - Hallvar Thoresen - Tor Wæhler - Svein Weltz |